# ライツ湖
ライツ湖（Wrights Lake）はシエラネバダ山脈内にある湖である。タホ湖の西、デゾレーション自然環境保護地域の西側境界に位置している。アメリカ国道50号線からライツ・レイク・ロードを経由して湖にたどり着くことができる。ツイン・レイクスのトレイルヘッドを経てデゾレーション自然環境保護地域の西部に出るのに便利がよいが、冬の間はライツ・レイク・ロードが除雪されていないため不便である。